# الجريمة في ماليزيا

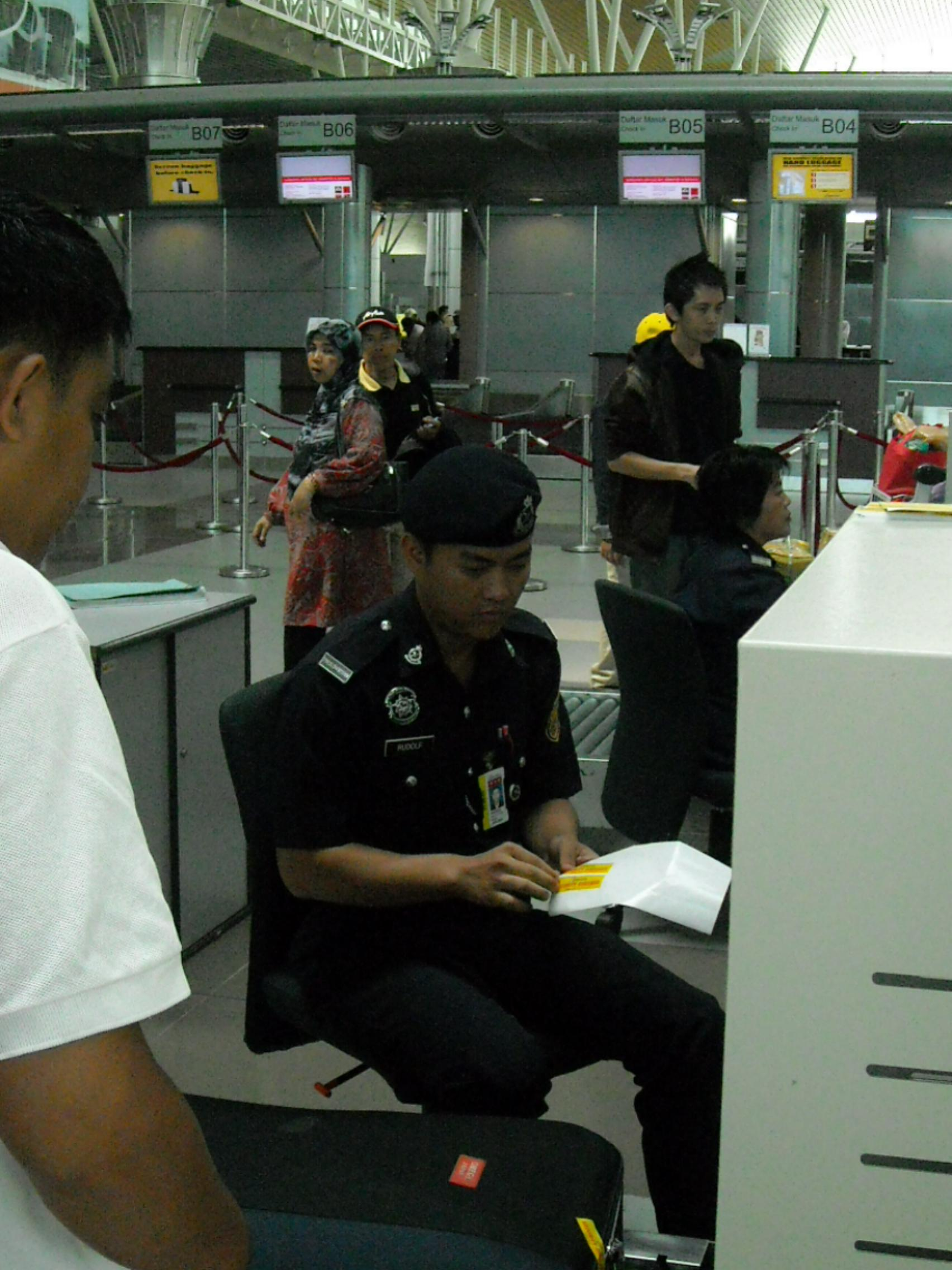

تتجلى الجريمة في ماليزيا في أشكال مختلفة، بما في ذلك جرائم القتل، وتهريب المخدرات، وغسيل الأموال، والاحتيال، والفساد، والسوق السوداء، وغيرها. تحتل ماليزيا المرتبة الأولى في جنوب شرق آسيا بالنسبة لمعدلات الجريمة، وخلال السنوات القليلة الماضية كانت ضمن قائمة ال20 دولة من حيث معدلات الجريمة في العالم. تقع في ماليزيا بشكل متكرر حوادث تبادل إطلاق النار بين الشرطة والمجرمين إضافة إلى جرائم القتل عن طريق الدهس بالسيارات.
وفقًا لشرطة ماليزيا الملكية، في عام 2014 كانت المدن والبلدات التي تضم أكبر عدد من القضايا الجنائية (بترتيب تنازلي) هي بيتالينغ جايا، جوهر بهرو، بوكيت ميرتاجام، إيبوه وكوانتان. في عام 2016، قام موقع worldatlas.com بإدراج كل من بيتالينغ جايا وجوهر بهرو إلى جانب كوالالمبور وكلاغ ضمن قائمة أكثر عشر مدن آسيوية من حيث انتشار الجريمة.

## الاتجار بالبشر
تُعد ماليزيا وجهة ومصدر إمداد وطريق عبور للنساء والأطفال الذين يتم الاتجار بهم لغرض استغلالهم في تجارة الجنس. يتم الاتجار بالنساء والفتيات من بورما وكمبوديا والصين وإندونيسيا والفلبين وتايلاند وفيتنام والإتيان بهم إلى ماليزيا. تُعد ماليزيا جنبا إلى جنب مع إندونيسيا والفلبين وتايلاند بلد عبور لتجارة البشر المُتجهة إلى الصين. يتم تهريب النساء من ماليزيا إلى جمهورية الصين الشعبية. يعمل المهاجرون من بلدان المنطقة كخدم منزليين وعمال في قطاعي البناء والزراعة ويواجهون ظروفًا استغلالية خطيرة.
بين عامي 2005 وسبتمبر 2009، تم اعتقال أكثر من 36,858 امرأة بتهمة الدعارة في ماليزيا.

## تهريب المخدرات
يمثل الاتجار بالمخدرات قضية بحد ذاتها في ماليزيا، حيث أن الهيروين هو المخدر الأكثر استعمال في البلاد. الحد الأقصى لعقوبة الاتجار بالمخدرات هي الإعدام، وهو الإجراء الذي تم تطبيقه خلال الثمانينيات لمكافحة جرائم المخدرات، وكان أبرز إعدام تم تنفيذه هو إعدام كل من الأسترالي كيفن جون بارلو والبريطاني بريان جيفري تشامبرز سنة 1986.

## جرائم ضد السياح
ارتكاب جرائم عنيفة ضد السياح الأجانب أمر أقل شيوعا في ماليزيا. ومع ذلك، فإن السرقة والسطو من الأنشطة الإجرامية الشائعة الموجهة ضد الأجانب. تشمل الأنواع الأخرى من الجرائم غير العنيفة تزوير بطاقات الائتمان (والتي تنتشر على نطاق واسع) وسرقة السيارات.

## الفساد
يمثل الفساد قضية في ماليزيا، بالرغم من أنه أقل انتشارا مقارنة بالبلدان الأخرى في منطقة جنوب شرق آسيا. في مؤشر مدركات الفساد لعام 2014 الصادر عن منظمة الشفافية الدولية حصلت ماليزيا على درجة فساد قدرها 52 من أصل 100 (درجات عالية أقل فسادا)؛ مما يجعل ماليزيا ثاني «أنظف» بلد في جنوب شرق آسيا، وفي المرتبة التاسعة من بين 28 دولة في آسيا والمحيط الهادئ وفي المركز 50 من أصل 175 دولة تم تقييمها في جميع أنحاء العالم.
في مؤشر مدركات الفساد لعام 2015، حصلت ماليزيا على درجة فساد قدرها 50 من أصل 100. احتلت ماليزيا المرتبة 54 عالميا والمرتبة الثانية في جنوب شرق آسيا بعد سنغافورة (تحتل المرتبة الأولى في جنوب شرق آسيا والثامنة عالميا)، وأتت تايلاند فقد احتلت المرتبة الثالثة في جنوب شرق آسياوال76 عالميا، إندونيسيا في المرتبة الرابعة في جنوب شرق آسيا وال88 عالميا)، الفلبين الخامسة في جنوب شرق آسيا وال95 عالميا، وفيتنام (المرتبة الخامسة في جنوب شرق آسيا، و112 عالميا).
منظمة الشفافية الدولية تدرج تحديات ماليزيا الرئيسية في مجال الفساد على النحو التالي:
- تمويل الحملات السياسية: لا تقتصر التبرعات المقدمة إلى الأحزاب السياسية والمرشحين في ماليزيا على الشركات والأفراد. كما أن الأحزاب السياسية ليست ملزمة قانونًا بالإبلاغ عن الأموال التي تنفق أثناء الحملات الانتخابية. بالنظر للمشهد السياسي في ماليزيا، فإن الحزب الحاكم لأكثر من 55 عامًا لديه أموال أكثر بشكل كبير من الأحزاب الأخرى، وهذا يؤثر بشكل غير عادل على الحملات في الانتخابات الفيدرالية وانتخابات الولايات ويمكن أن يعطل الأداء العام للنظام السياسي الديمقراطي.
- «الباب الدوار»: ينتقل الأفراد بانتظام بين العمل في القطاعين العام والخاص في ماليزيا. مثل هذه الظروف - المعروفة باسم «الباب الدوار» - تسمح بمشاركة الحكومة الفعالة في الاقتصاد والعلاقات بين القطاعين العام والخاص لتصبح بعيدة المنال. إن خطر الفساد كبير وتصبح التفاعلات بين القطاعين العام والخاص صعبة، مما يسمح بحدوث فساد مع الإفلات من العقاب. هناك عامل آخر يبرز مدى الغموض بين القطاع العام وملكية الشركات الخاصة وهو أن ماليزيا تعد أيضًا مثالا نادرا لبلد لا تقتصر فيه الأحزاب السياسية على امتلاك الشركات التجارية.
- الولوج إلى المعلومات: اعتبارا من أبريل 2013، لا يوجد قانون اتحادي لحرية المعلومات في ماليزيا. على الرغم من أن سلاغور وبينانق هما الولايتان الماليزيتان الوحيدتان من بين ثلاث عشرة ولاية الذين أقروا تشريعات بخصوص حرية المعلومات، إلا أن هذه التشريعات لا تزال مقيدة. إذا تمت صياغة قانون اتحادي لحرية المعلومات، فسيتعارض مع قانون الأسرار الرسمية - حيث يمكن تصنيف أي وثيقة رسميا على أنها سرية، مما يجعلها معفية من وصول العامة لها وأيضا من المراجعة القضائية. تحظر قوانين إضافية مثل قانون المطابع والمنشورات، وقانون الفتنة لعام 1949 (الذي تم استبداله لاحقا بقانون الوئام الوطني)، وقانون الأمن الداخلي لعام 1969 أيضا نشر المعلومات الرسمية، ويمكن أن يواجه الجناة غرامات أو حتى عقوبات سجنية.[15] ماليزيا تعاني من سرقة الشركات لحقوق الملكية الفكرية.[18] تنتشر في ماليزيا شركات تقوم بإنتاج سلع مزيفة ومزورة بما في ذلك منتجات تكنولوجيا المعلومات وقطع غيار السيارات وغيرها.[18]